# St. Johann im Pongau (distrito)
| Distrito de St. Johann im Pongau                                       |                                          |
| Estado                                                                 | Salzburgo                                |
| Capital                                                                | St. Johann im Pongau                     |
| Área                                                                   | 1755 km²                                 |
| População                                                              | 82.565 habitantes (1 de janeiro de 2023) |
| Densidade                                                              | 47 hab./km²                              |
| Website                                                                | Site oficial                             |
| Localização de Distrito de St. Johann im Pongau no estado de Salzburgo |                                          |
|                                                                        |                                          |

St. Johann im Pongau (em alemão: Bezirk St. Johann im Pongau) é um distrito da Áustria, localizado no estado de Salzburgo. 

## Municípios
St. Johann im Pongau possui 25 municípios, sendo 3 com estatuto de cidade, 7 com direito de mercado (Marktgemeinde) e o restante municípios comuns.

### Cidades
- Bischofshofen
- Radstadt
- St. Johann im Pongau

### Mercados (Marktgemeinde)
- Altenmarkt im Pongau
- Bad Hofgastein
- Großarl
- St. Veit im Pongau
- Schwarzach im Pongau
- Wagrain
- Werfen

### Municípios
- Bad Gastein
- Dorfgastein
- Eben im Pongau
- Filzmoos
- Flachau
- Forstau
- Goldegg im Pongau
- Hüttau
- Hüttschlag
- Kleinarl
- Mühlbach am Hochkönig
- Pfarrwerfen
- St. Martin am Tennengebirge
- Untertauern
- Werfenweng